# География Бенина

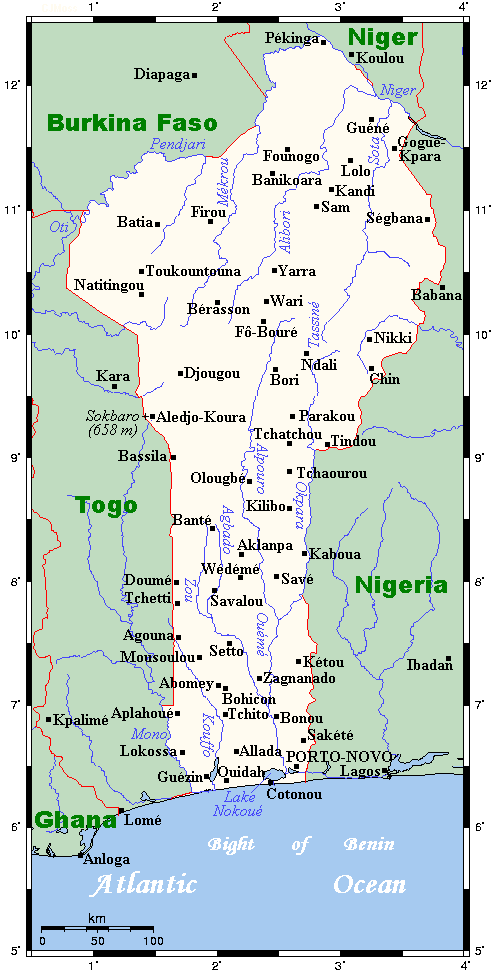
Карта Бенина

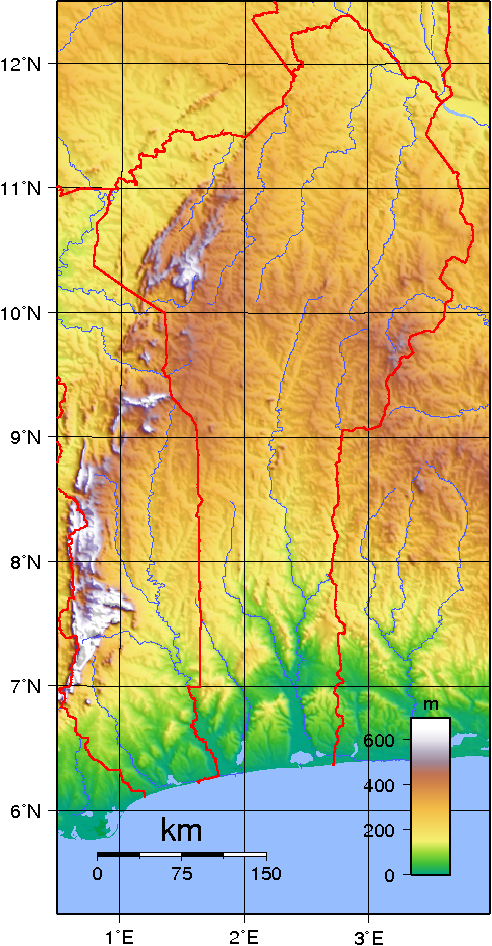
Топографическая карта Бенина

Бенин — государство в Западной Африке.

## Размеры и границы
Площадь территории страны составляет 112,6 тыс. км². На востоке граничит с Нигерией (протяженность границ 773 км), на западе с Того (644 км), на севере с Буркина-Фасо (306 км) и Нигером (266 км). На юге омывается водами Атлантического океана (залив Бенин). Длина береговой линии составляет 121 км.
Столица Бенина — город Порто-Ново.

## Рельеф
На юге Бенина — прибрежная аккумулятивная низменность. Вдоль всего побережья залива Бенин (часть Гвинейского залива) длиной 125 км протягиваются береговые валы высотой 3-4 м, отделяющие от моря многочисленные мелководные лагуны с участками маршей. За поясом лагун начинается материковый берег, изрезанный бухтами. К северу от прибрежной низменности большую часть территории занимают цокольные плато высотой 250—400 м, местами с останцовыми скалистыми вершинами высотой до 625 м. В северо-западной части к плато примыкают низкие глыбовые горы Атакора (высшая точка Бенина — 641 м). Вдоль долин рек Нигер и Пенджари (на крайнем северо-востоке и северо-западе) протягиваются низменные равнины.

## Климат
С климатической точки зрения Бенин подразделяется на две зоны: южную и северную.
На севере страны климат субэкваториальный. Сухой сезон здесь длится с декабря по май, дождливый — с июня по ноябрь. Среднегодовые температуры составляют 25—28 °C.
В южной — прибрежной части страны климат экваториальный, с двумя сезонами дождей (с апреля по середину июля и с середины сентября по октябрь) и двумя сухими сезонами (ноябрь-март, середина июля — середина сентября).
Зимний сухой сезон вызван северо-восточным муссоном — харматаном, дующим из Сахары в сторону Гвинейского залива.
Здесь выпадает до 1270 мм осадков в год. Средняя температура дождливого сезона от 23 до 28 °C, в сухом сезоне достигает 32 °C.

## Гидрография
Речная сеть густая. Из текущих в южном направлении рек самые крупные — Веме (около 500 км), Моно (обе судоходны), Куффо, Зу и Агбадо, Окпара, Алпуро. На севере самая крупная река Нигер, также выделяются притоки Нигера Алибори, Сота, Мекру и река Пенджари (бассейн Вольты). На юге Бенина находится озеро Нокуэ.

## Растительность
Растительность — на севере в основном высокотравная саванна с акациями, пальмами дум, деревьями карите. На юге, побережье, вечнозелёные тропические леса, а также посадки масличной пальмы и тика.

## Животный мир
Животный мир Бенина довольно богат. На территории страны известен 191 вид млекопитающих. В саванне много антилоп и крупных хищников — львы, пантеры, гепарды. Встречаются сервал, шакал, гиены, слон, буйвол. В прибрежных водах водятся сом, тилапия.
Богата и орнитофауна Бенина — известен 591 вид птиц, в том числе турачи, медоуказчики, марабу, ябиру, ибисы, кустарниковые сорокопуты.
В Красную книгу Бенина внесены 49 видов млекопитающих, 45 видов птиц, 15 видов пресмыкающихся и 2 вида земноводных, находящихся под угрозой исчезновения (по данным 2011 года).

Охраняемые территории занимают около 20 % от общей площади Бенина; на юге 0,16 % — священные леса, около 17 % — Рамсарские водно-болотные угодья. Среди 52 охраняемых природных территорий 2 национальных парка: Дубль-Ве и Пенджари. Планируется создать морскую охраняемую территорию для защиты морских черепах.

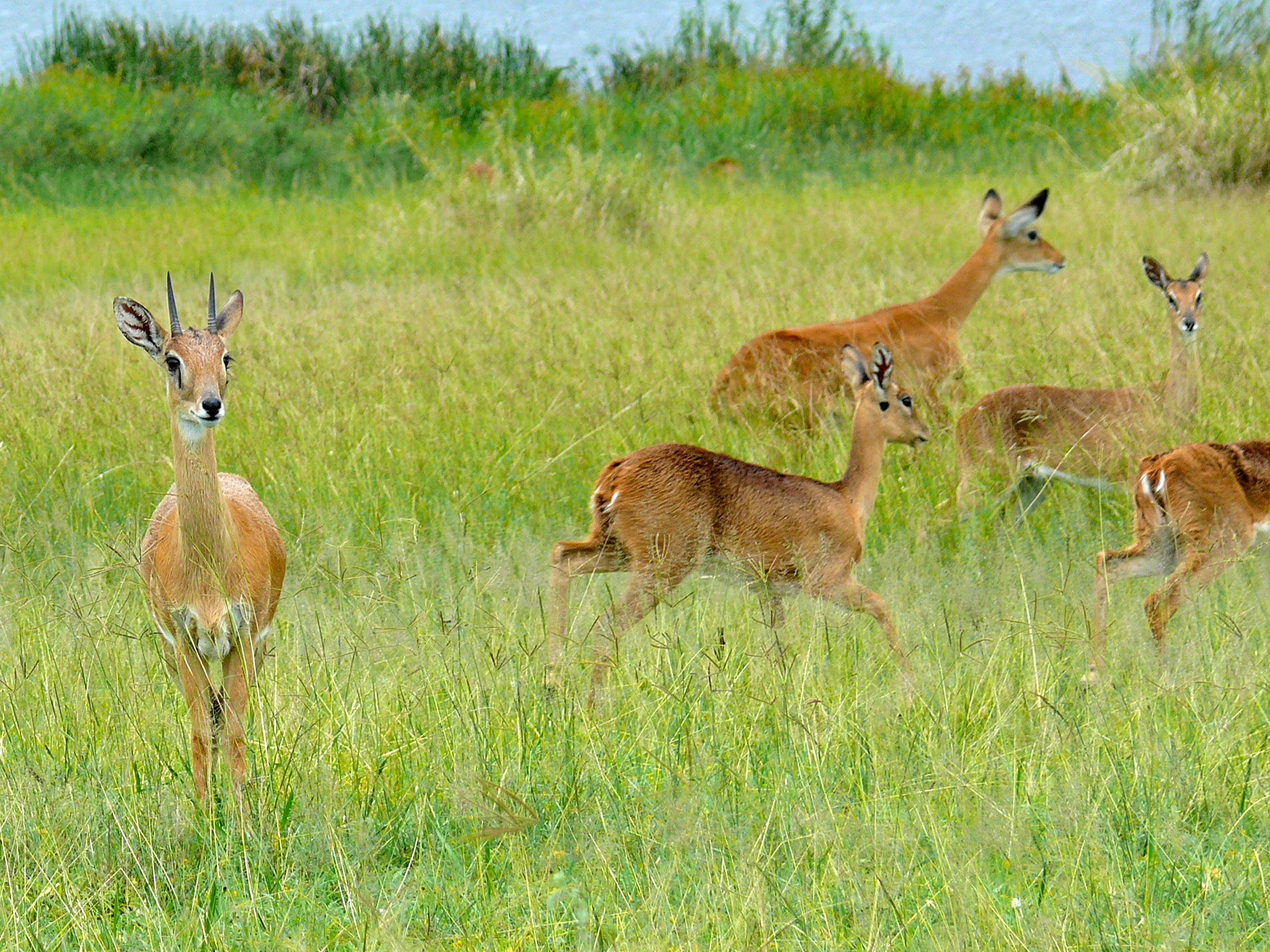
Антилопы Ориби
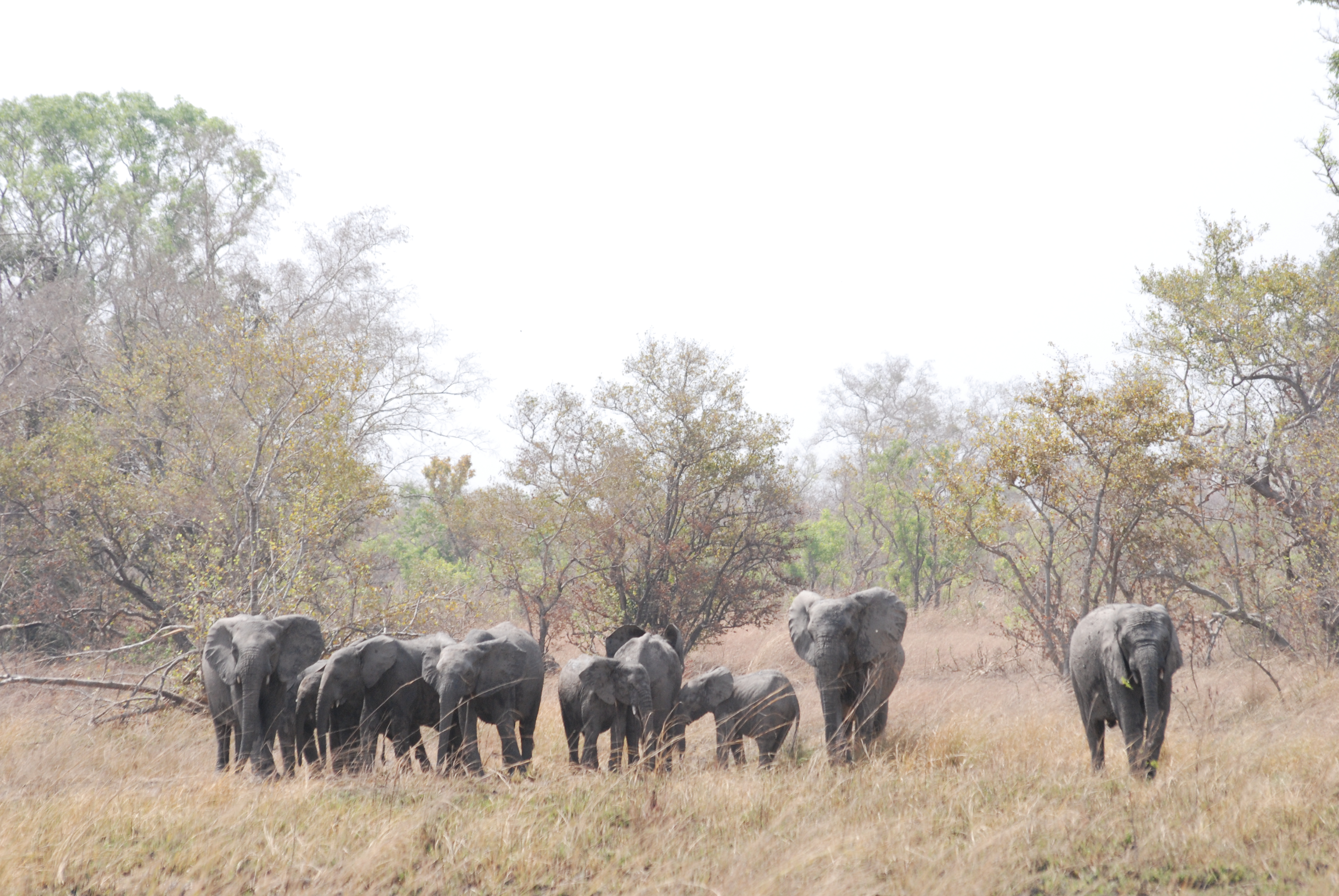
Африканские слоны в национальном парке Пенджари
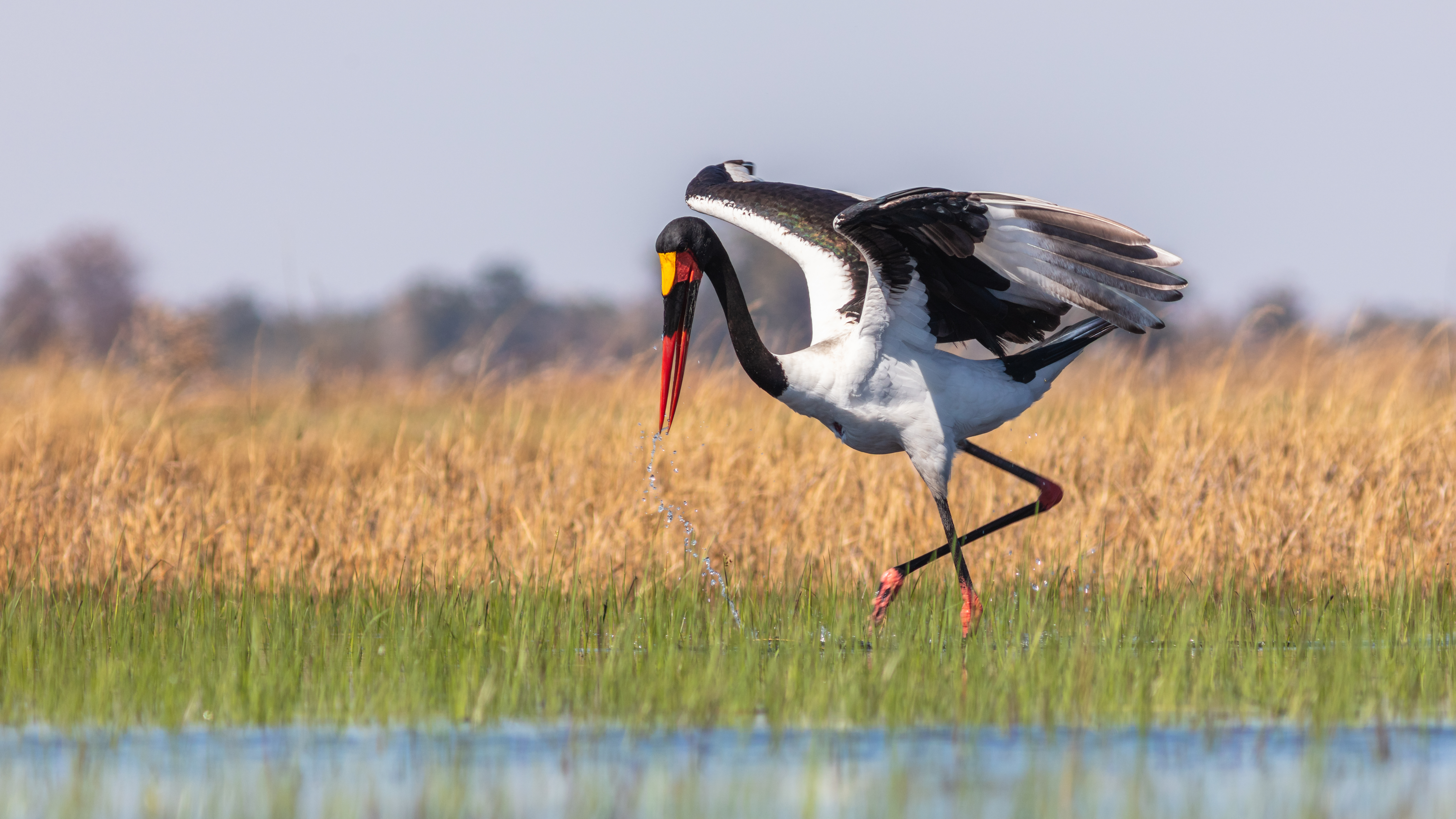
Седлоклювый ябиру